# Seconda Lega (calcio)
La Seconda Lega di calcio svizzero è il sesto livello su una scala di 9. Essa è gestita dalle autorità regionali del calcio.

## Storia

### Denominazioni
- 1924-1927: Seconda Divisione
- 1927-1928: Prima Divisione
- 1928-1930: Seconda Divisione
- 1930-1931: non disputato
- 1931-1944: Prima Divisione
- 1944-1984: Quarta Lega
- 1984-1989: Terza Lega
- 1989-2001: Quarta Lega
- 2001-2012: Terza Lega
- dal 2012: Seconda Lega

## Suddivisioni 2023-2024

### Seconda Lega AFV
1 gruppo da 14 squadre.
- Klingnau
- Suhr
- Rothrist
- Wohlen 2
- Schönenwerd-Niedergösgen
- Lenzburg
- Baden 2
- Bremgarten
- Mutschellen
- Wettingen
- Gränichen
- Sarmenstorf
- Fislisbach
- Windisch

### Seconda Lega FVBJ/AFBJ
2 gruppi da 14 squadre.

#### Gruppo 1
- Belp
- Breitenrain 2
- Dürrenast
- Herzogenbuchsee
- Interlaken
- Köniz II
- Konolfingen
- Lerchenfeld
- Meiringen
- Oberdiessbach
- Ostermundingen
- Spiez
- Weissenstein
- Worb

#### Gruppo 2
- Aarberg
- Ajoie-Monterri II
- Develier
- Diaspora
- Franches-Montagnes
- Grünstern
- Haute-Ajoie
- Italiana
- Kirchberg
- Länggasse
- Lyss
- Moutier
- Porrentruy
- Wyler Berna

### Seconda Lega IFV
1 gruppo da 14 squadre.
- Aegeri
- Eschenbach
- Gunzwil
- Hergiswil
- Horw
- Ibach
- Küssnacht am R.
- Luzerner
- Obergeissenstein
- Sarnen
- Schattdorf
- Sempach
- Sins
- Willisau

### Seconda Lega FVNWS
1 gruppo da 14 squadre.
- Aesch
- Allschwil
- Breitenbach
- Gelterkinden
- Laufen
- Möhlin-Riburg
- Muttenz
- Oberwil
- Old Boys Basilea 2
- Reinach
- Riehen
- Rossoneri
- Timau Basilea
- Wallbach

### Seconda Lega OFV
2 gruppi da 14 squadre.

#### Gruppo 1
- Abtwil-Engelburg
- Altstätten
- Au-Berneck
- Brühl II
- Buchs
- Ems
- Herisau
- Mels
- Montlingen
- Rorschach
- Vaduz II
- Valposchiavo
- Winkeln
- Wittenbach

#### Gruppo 2
- Amriswil
- Bischofszell
- Bronschhofen
- Bütschwil
- Eschenbach
- Flawil
- Henau
- Calcio Kreuzlingen
- Romanshorn
- FC Steinach
- Tobel-Affeltrangen
- Uzwil
- Wattwil

### Seconda Lega SOFV
1 gruppo da 12 squadre.
- Bellach
- Biberist
- Blustavia
- Dulliken
- Fulenbach
- Gerlafingen
- Grenchen
- Härkingen
- Iliria
- Lommiswil
- Olten
- Subingen

### Seconda Lega FVRZ
2 gruppi da 14 squadre.

#### Gruppo 1
- Albisrieden
- Blue Stars Zurigo
- Horgen
- Oerlikon
- Oetwil-Geroldswil
- Red Star Zurigo 2
- Regensdorf
- Seefeld
- Urdorf
- Wettswil-Bonstetten 2
- Wiedikon
- Witikon
- YF Juventus II
- Zürich City

#### Gruppo 2
- Bassersdorf
- Diessenhofen
- FC Glattbrugg
- Gossau
- Greifensee
- Herrliberg
- Kloten
- Phönix Seen
- Rüti
- Sciaffusa II
- Seuzach
- Töss
- Veltheim
- Wiesendangen

### Seconda Lega FTC
1 gruppo da 14 squadre.
- Arbedo-Castione
- Balerna
- Basso Ceresio
- Cadenazzo
- Castello
- Malcantone
- Melide
- Morbio
- Novazzano
- Ravecchia
- Sementina
- Tenero-Contra
- Vallemaggia
- Vedeggio

### Seconda Lega FFV
1 gruppo da 14 squadre.
- Belfaux
- Châtonnay/Middes
- Cugy-Montet-Aumont-Murist
- Düdingen
- Friburgo
- Givisiez
- Gumefens/Sorens
- Haute Gruyère
- Kerzers
- Siviriez
- La Combert
- Matran
- Sarine-Ouest
- Ursy

### Seconda Lega ACGF
1 gruppo da 14 squadre.
- Aïre-le-Lignon
- Champel
- Chênois II
- City
- Étoile Carouge 2
- Interstar
- Italien
- Kosova
- Meyrin 2
- Onex
- Rapid Jonction Bosna
- Satigny
- Vernier
- Versoix

### Seconda Lega ANF
1 gruppo da 12 squadre.
- Audax-Friul
- Béroche-Gorgier
- Bôle
- Bosna Neuchâtel
- Coffrane II
- Cortaillod
- Hauterive
- La Chaux-de-Fonds II
- Le Locle
- Le Parc
- Marin
- Saint-Blaise

### Seconda Lega AVF
1 gruppo da 14 squadre.
- Bramois
- Brig
- Chippis
- Collombey-Muraz
- Fully
- Oberwallis Naters II
- Printse-Nendaz
- Riddes
- Saint-Leonard
- Saint-Maurice
- Savièse
- Saxon
- Sierre
- Vernayaz

### Seconda Lega ACFV
2 gruppi da 14 squadre.

#### Gruppo 1
- Bavois II
- Champagne Sports
- Chavornay Sports
- Chêne Aubonne
- Donneloye
- Forward Morges
- Genolier-Begnins
- Gland
- Grandson
- Lonay
- Stade-Lausanne-Ouchy
- Stade Nyonnais II
- Terre Sainte II
- Venoge

#### Gruppo 2
- Aigle
- Azzurri 90
- Bosna Yverdon
- Crissier
- Echallens II
- Lutry
- Malley
- Montreux-Sports
- Racing Club Lausanne
- Rapid-Montreux
- Renens
- Sport Lausanne Benfica
- Stade Lausanne-Ouchy II
- Vevey II